# Homosexualität in Nordkorea

Nordkorea auf der politischen Weltkarte

Homosexualität in Nordkorea ist nicht illegal und wird im nordkoreanischen Recht nicht ausdrücklich behandelt. 
Lesben, Schwule, Bisexuelle und Transgender (LGBT) können in Nordkorea dennoch aufgrund ihrer Sexualität oder Geschlechtsidentität mit sozialen Problemen konfrontiert sein.

## Legalität
Nach Angaben des US-Außenministeriums gibt es im nordkoreanischen Recht sowie der Verfassung keine Bestimmungen, die eine Diskriminierung aufgrund der sexuellen Orientierung oder Identität verbieten, da die Begriffe nicht auftauchen. Ab 2024 gibt es kein nordkoreanisches Gesetz, das gleichgeschlechtliche Ehen oder eingetragene Partnerschaften anerkennt. Eine Adoption von Kindern ist nicht möglich. Das Strafgesetzbuch von 1950 (geändert 2009) stellt gleichgeschlechtliche sexuelle Handlungen nicht ausdrücklich unter Strafe. Die Artikel 193 und 262 des geänderten Strafgesetzbuches verbieten jedoch die Schaffung, den Vertrieb und den Besitz von „dekadenter“ Kultur und sexuell expliziten Medien sowie die Ausübung „obszöner“ Aktivitäten.
Im Jahr 2011 berichtete die südkoreanische Zeitung The Korea Times, dass Nordkorea ein lesbisches Paar hingerichtet habe, weil sie vom Kapitalismus beeinflusst seien und „die öffentliche Moral verdorben“ hätten. Die staatliche Nachrichtenagentur Korean Central News Agency (KCNA) behauptete daraufhin im Jahr 2014, dass gleichgeschlechtliche sexuelle Aktivitäten in dem Land nicht vorkämen.
Im Jahr 2023 veröffentlichte das südkoreanische Vereinigungsministerium den 584-seitigen Bericht North Korean Human Rights Report. Dem Bericht zufolge wurde nach Aussagen von Überläufern mindestens ein männlicher Häftling in einem Gefangenenlager im Jahr 2014 heimlich wegen Homosexualität hingerichtet.

## Militärdienst
Das nordkoreanische Militärgesetz schreibt vor, dass alle Rekruten in den ersten zehn Dienstjahren zölibatär leben müssen, unabhängig von ihrer sexuellen Orientierung oder dem Geschlecht ihrer Sexualpartner. Berichten zufolge verstoßen männliche Soldaten regelmäßig gegen diese Regel, indem sie sich auf gelegentliche heterosexuelle und homosexuelle Affären einlassen. Diese homosexuellen Beziehungen wurden als situatives Sexualverhalten und nicht als sexuelle Orientierung beschrieben. Ein Überläufer gab an, dass Intimitäten besonders in kalten, gebirgigen Gegenden während der zehnjährigen Dienstpflicht vorkämen, wo es unmöglich sei, mit Frauen intime Beziehungen zu führen. Der Autor Bradley Martin schreibt, dass ein solches Verhalten zwar nicht illegal sei, aber zur Hinrichtung führen könne.

## Kultur
Den meisten Nordkoreanern ist das Konzept der sexuellen Orientierung nicht bekannt. Viele nordkoreanische Flüchtlinge verstehen erst nach ihrer Ankunft in Südkorea, dass die Begriffe Homosexualität, Bisexualität und Transgender existieren. Jang Yeong-jin ist der einzige bekannte offen schwule nordkoreanische Überläufer. Er behauptete, dass gleichgeschlechtliche Zuneigung in der nordkoreanischen Gesellschaft zwar vorkomme, dass es aber mit einer Krankheit gleichgesetzt werde, sich nicht zum anderen Geschlecht hingezogen zu fühlen. Außerdem komme Crossdressing vor, das als ungewöhnlich, aber nicht illegal gelte.